# Wildpark Tiergarten Weilburg
Koordinaten: 50° 29′ 19″ N, 8° 19′ 39″ O
Der Wildpark Tiergarten Weilburg ist ein Wildpark im Taunus, nahe der mittelhessischen Stadt Weilburg, in der Gemarkung des Stadtteils Hirschhausen. Im Jahr 2010 hatte er rund 111.000 Besucher. Betreiber ist das Forstamt Weilburg unter der Trägerschaft des hessischen Landesbetriebes Hessen-Forst.

## Geographische Lage
Der Wildpark liegt innerhalb des Östlichen Hintertaunus im Naturpark Taunus etwa 900 m südwestlich der Dorfkirche des Weilburger Stadtteils Hirschhausen. Das waldreiche Gelände des Parks erstreckt sich in einer Höhenlage zwischen 270 und 320 m.

## Anlage
Neben den zahlreichen Gehegen auf einer Fläche von 93 ha, die vor allem heimische Tierarten zeigen, umfasst der Tierpark mehrere Weiher und ein rund sechs Kilometer langes Wegenetz. Bis zu 400 Jahre alte Hute-Eichen gehören zum Baumbestand des Parks, der zwar planmäßig gepflanzt wurde, aber einem natürlichen Mischwald nachempfunden ist.

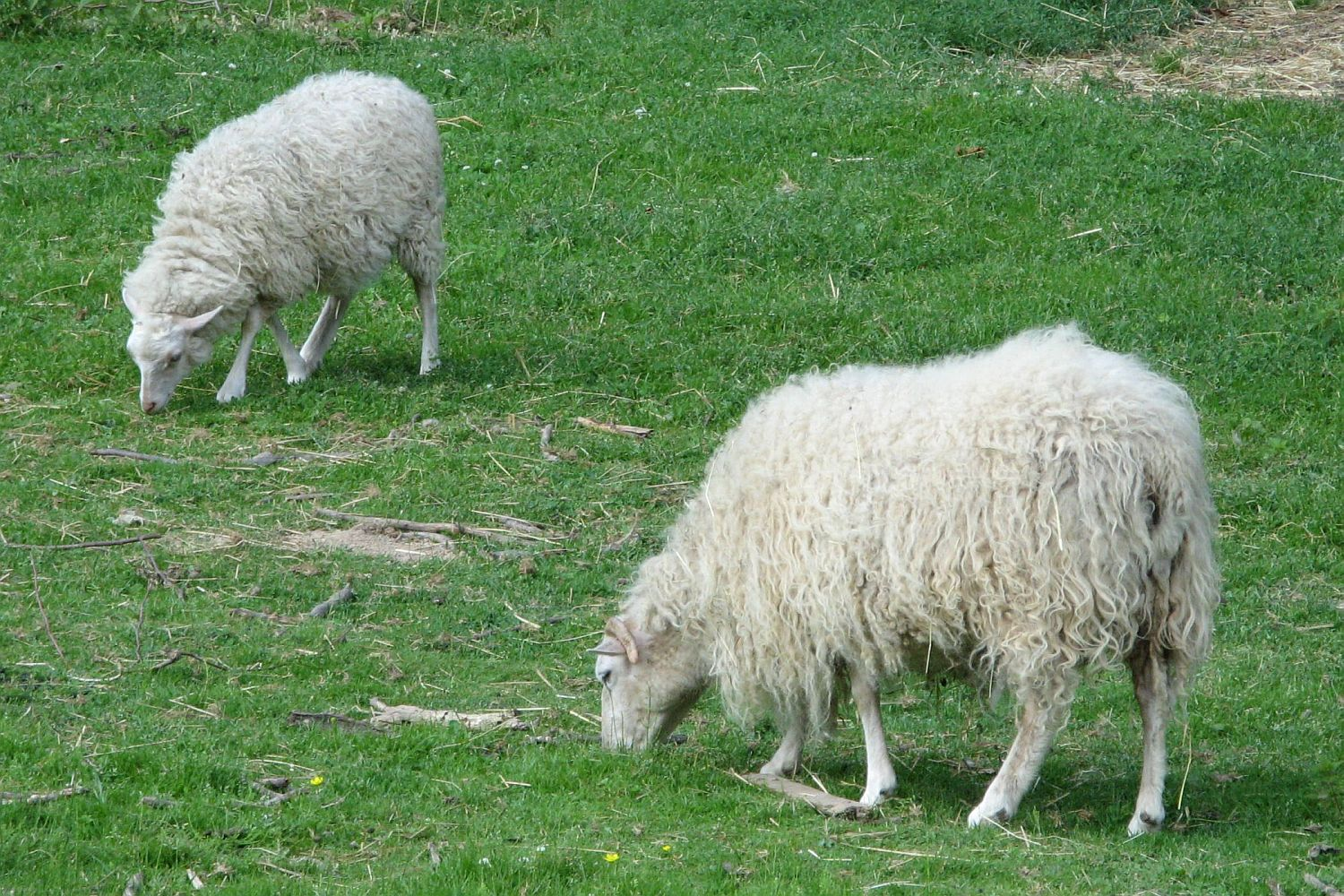
Der Tierpark beherbergt seltene Tiere wie diese Skudden

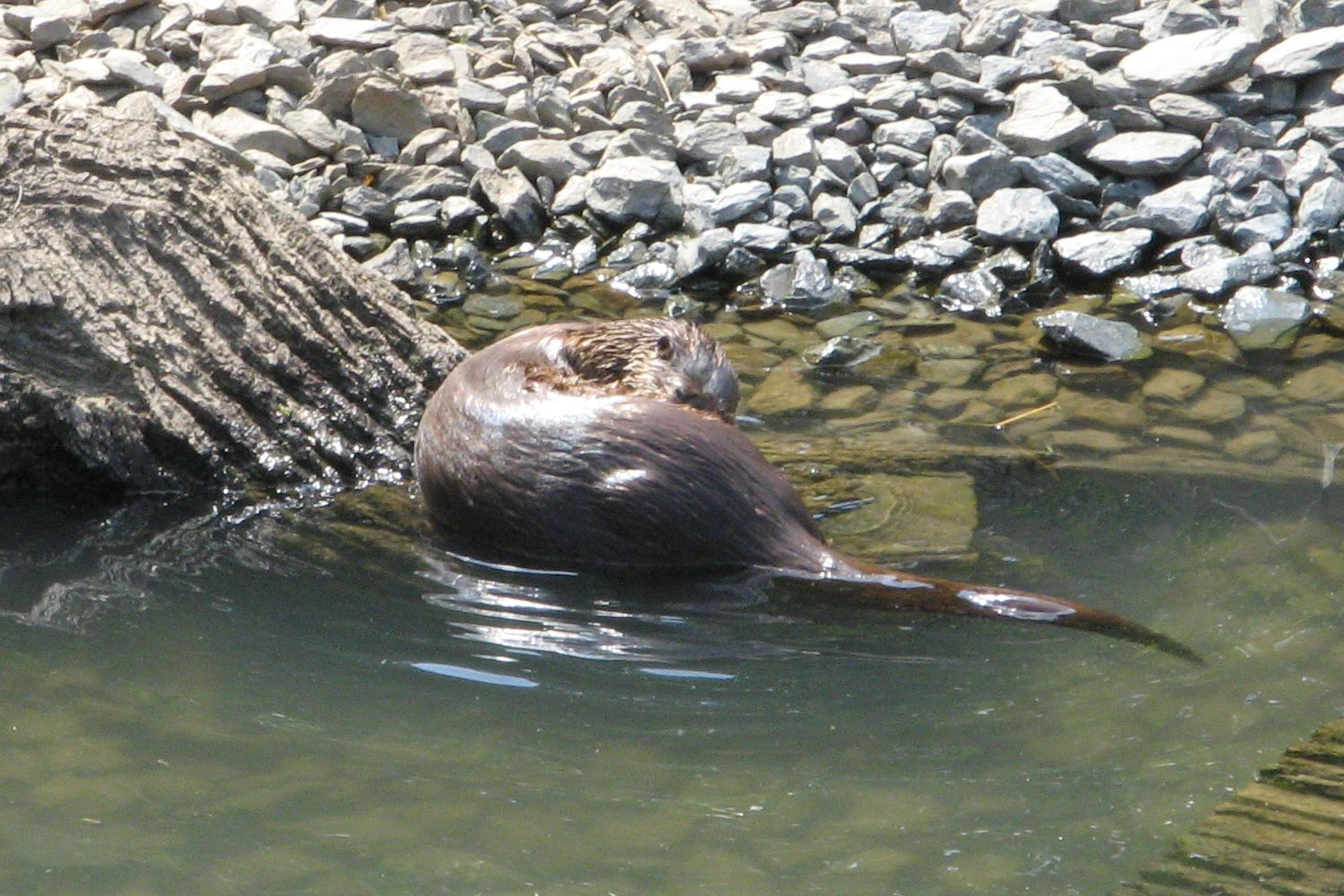
Einer der Fischotter

Die Gaststätte „Zum Tiergarten“ (Hessenhaus) befindet sich in einem Westerwälder Bauernhaus aus Langendernbach. Ein Bauernmuseum befindet sich in einem rund 200 Jahre alten Bauernhaus aus Mengerskirchen-Dillhausen, das 1972 in den Park versetzt wurde. Neben den Tagesgästen werden dort auch Teilnehmer von Tagungen bewirtet. Im Park stehen verschiedene Spielgeräte für Kinder zur Verfügung.
Zu den im Wildpark Tiergarten lebenden Tieren gehören neben Dam-, Muffel-, Reh-, Rot-, Schwarzwild, Enten und Gänsen auch Heckrinder, Elchwild, Fischotter, Skudden, Steinböcke, Przewalski-Pferde sowie Wölfe, Wildkatzen, Braunbären und Luchse.
Im Wildpark leben über 200 Pilzarten, von denen einige auf der Roten Liste stehen. Ein Pilz-Lehrpfad informiert über die Bedeutung dieser Spezies für das Ökosystem Wald.

## Geschichte
Die Anlage geht auf die Tiergärten der Grafen und Fürsten aus dem Haus Nassau-Weilburg zurück. Bereits 1590 hielt Graf Albrecht von Nassau aus Holland eingeführtes Damwild östlich von Weilburg im Gebiet des heutigen Tiergartens. Graf Johann Ernst ließ das Gelände von 1685 bis 1688 zu einem Jagdpark erweitern, mit einem Holzzaun einfrieden und drei Weiher mit einer Gesamtfläche von rund 1,5 Hektar anlegen.

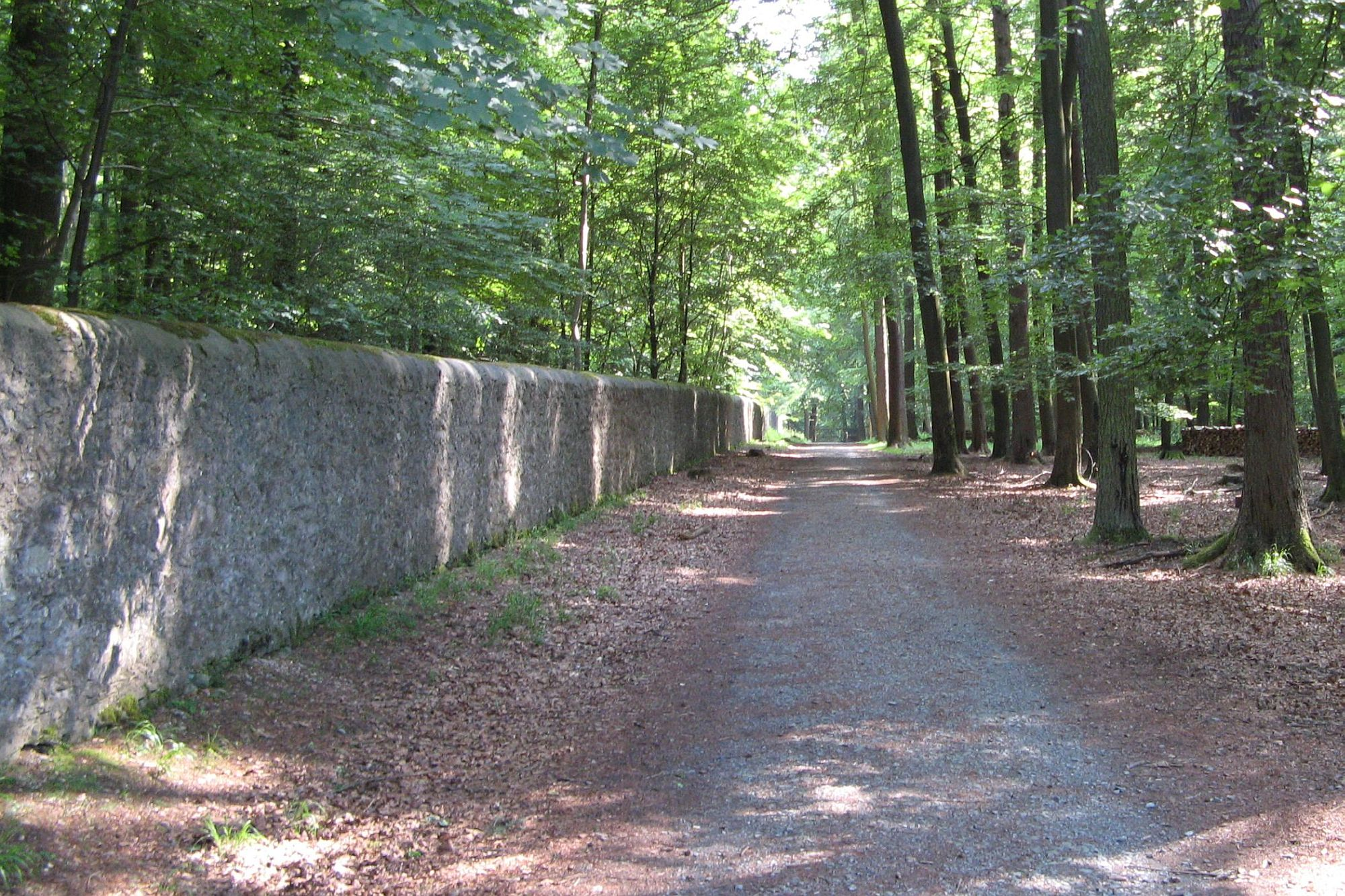
Die Mauer, auf Veranlassung von Karl August von Nassau-Weilburg 1732 errichtet, umschließt noch heute den Wildpark.

Unter Fürst Karl August von Nassau-Weilburg wurde der Holzzaun 1732 durch eine 3,8 Kilometer lange und mehr als zwei Meter hohe Steinmauer ersetzt. Sie ist noch heute erhalten und umschließt 92 Hektar Land. Zum Bau der Mauer wurden die Einwohner der umliegenden Dörfer herangezogen. An Wildwechseln wurden außen an der Mauer Rampen angelegt, sodass die Tiere zwar in den Park hinein, aber nicht wieder heraus konnten. Bis 1736 ließ Karl August zudem ein Jagdschloss errichten, das 1916 bei einem Brand zerstört wurde. Mauer- und Schlossbau erfolgten nach den Plänen des fürstlichen Gärtners Johann Martin Petri.
Ab 1816 wurde der Tierpark zunächst nicht mehr als solcher genutzt, sondern wie ein herkömmlicher Wald nach den Erfordernissen der Forstwirtschaft. 1970 wurde er erneut als Tierpark unter der Leitung der hessischen Landesforstverwaltung eröffnet.

## Weitere Informationen
Ein für Wikipedia nach 1998 vom 1916 im Tiergarten geborenen Siegfried Müller geschriebener Bericht zur Geschichte des Wildparks, posthum veröffentlicht: 
... Im Inneren des Tiergartens wurden Alleen und Schneisen angelegt, um eine Hetzjagd per Pferd hinter einer Hundemeute zu ermöglichen. (Parforcejagd, die heute noch in England betrieben wird.)
Für den Grafen Johann Ernst und sein ... Gefolge boten zunächst ... Jagdzelte Unterkunft. Um 1686 kam es dann zur Errichtung eines Wohnhauses mit 12 Betten, eines Stalles, einer Scheune, eines Lustgartens und eines Küchengebäudes. Hier wohnte der „Tiergärtner“, der für die jagdlichen Einrichtungen verantwortlich war. Er war gleichzeitig der Pächter für die in und um den Tiergarten liegenden landwirtschaftlichen Flächen. ...
1688 legte man einen Weiher für die Fischzucht an, indem der durch den Tiergarten fliessende Bach gestaut wurde. Ich entsinne mich, dass nach dem Ersten Weltkrieg die Brauerei Helbig aus Weilburg das Eis für die Kühlung des Bieres hier holte. Die Mauer um den Tiergarten wurde noch zuer Regierungszeit des Grafen Johann Ernst gebaut, also vor 1719. Über den Mauerbau gibt es keine Akten, aber man kann sicher sein, dass sie im Frondienst erbaut wurde, also ohne Belastung für die höfischen Finanzen.
Von 1732 bis 1736 liess der Nachfolger, Fürst Karl August, ein stattliches Jagd- und Lusthaus ... bauen, welches später als Forsthaus diente und 1916 abbrannte. Danach wurde an dieser Stelle ein neues Forsthaus gebaut, in dem heute der Revierleiter wohnt, der neben forstlichen Tätigkeiten für die Versorgung der im Tiergarten untergebrachten Tiere zuständig ist.
Mit Errichtung dieses Jagd- und Lusthauses wurde 1732 bis 1734 eine Verbindungsstrasse von Weilburg zum Lusthaus gebaut, die heutige „Frankfurter Strasse“. Sie verband den Sommersitz des Herrschers Karl August, den „Windhof“ bei Weilburg, mit dem Tiergarten. Der schon erwähnte Pachthof Tiergarten wurde durch den Fürsten Karl August im Jahre 1733 neu errichtet. Karl August verlegte sein Gestüt in den Tiergarten, so dass der Pferdezucht von nun an grosses Augenmerk geschenkt wurde.
Im Jahr 1808 wurde einer der ersten schulmässig ausgebildeten Tierärzte Nassaus, Johann Peter Lieser aus Wiesbaden-Sonnenberg an das Landgestüt Tiergarten berufen. Er wurde damit auch Hofgutspächter. Dies war der Beginn des Erbpachtrechtes der Familie Lieser im Tiergarten. Die Dauer der Erbpacht lief über 120 Jahre und endete 1934 mit dem Tod meines Onkels Wilhelm Priester. Der erwähnte Tierarzt Johann Peter Lieser war mein Ur-Ur-Grossvater mütterlicherseits. Dessen Sohn, Friedrich Wilhelm August Ernst Lieser folgte ihm als Nachfolger und war von 1846 bis 1889 Tierarzt im Tiergarten. Ich selbst bin 1916 in dem Pachthof Tiergarten geboren. Meine Grossmutter lebte noch allein in diesem Pachthof, der dann 1936 wegen Baufälligkeit abgerissen wurde. An dessen Stelle wurde ein Fachwerkhaus aus Dillhausen aufgestellt.
Bis 1866, der Eingliederung Nassaus zu Preussen, stand die forstliche Nutzung im Vordergrund, die Jagd spielte eine untergeordnete Rolle. Damwild war aber immer noch da. Der Rheinische Pferdezuchtverein unterhielt bis etwa 1935 noch eine Fohlenweide, ... Ein Fohlenwärter aus Hirschhausen hatte die Aufsicht und wohnte in einem Zimmer im Fohlenstall, der heute noch vorhanden ist. 1969 entschloss sich die Hessische Landesforstverwaltung, innerhalb der Mauer einen modernen Wildpark anzulegen, in dem in möglichst natürlicher Umgebung einheimische Wildarten beobachtet werden können. Es gibt hier 400jährige Huteeichen und Buchen. Der heutige Wildbestand besteht aus Auerochs, Tarpan, Rückzüchtungen von Tierarten, die seit langem ausgestorben sind. Przewalskipferd, Exmoor-Pony, Wisent, Fischotter, Luchs, Steinbock, Rothirsch, Damhirsch, Sikawild, Muffelwild, Rehwild, Schwarzwild und seit 1998 Elch. Auf und an den drei Weihern herrscht durch die Wasservögel ein lebendiges und buntes Bild. Um die Besucher auch für Pilze, die meist unscheinbaren Helfer im Naturhaushalt zu interessieren wurde in den Jahren 1992 und 1993 ein Pilzlehrpfad angelegt. Es handelt sich hier kaum um Speisepilze, sondern um wichtige Zersetzer und Umsetzer für den Waldboden und das vermodernde Holz. Fast alle Waldbäume haben über ihr Wurzelsystem eine Verbindung zu dem feinen, unterirdischen Myceliumsystem bestimmter Pilze. Am Kassenhäuschen kann man ein hervorragend ausgestattetes Heft über den Pilzlehrpfad des Wildparks kaufen.